# Inklusionskropp
Inklusionskroppar är cytoplasmainneslutningar, uppbyggda av polymeriska komplex, finns i många bakterier och fungerar som ett bakterieskafferi. På detta sätt kan lipider, polysackarider, oorganiska ämnen och andra för cellen viktiga molekyler lagras.